# Sebastian Ohlsson
Carl-Robert Sebastian Ohlsson, född 26 maj 1993 i Tuve församling i Göteborg, är en svensk fotbollsspelare som spelar för Degerfors IF.

## Karriär
Ohlsson lånades under säsongen 2013 ut till Örgryte IS av IFK Göteborg. Inför säsongen 2014 skrev han på ett permanent kontrakt med Örgryte. I oktober 2016 meddelades det att Ohlsson återvände till IFK Göteborg inför säsongen 2017 efter att ha gjort totalt 107 matcher i den rödblå tröjan.
Den 30 augusti 2019 värvades Ohlsson av tyska FC St. Pauli. Inför säsongen 2023 återvände Ohlsson till IFK Göteborg, där han skrev på ett tvåårskontrakt.Den 13 februari skrev han på ett tvåårskontrakt med Degerfors IF och blev då klubbkamrat med sin namne Sebastian Ohlsson.